# Хайнрих VII Ройс фон Плауен
Хайнрих VII Ройс фон Плауен Млади (на немски: Heinrich VII/VIII 'der Jüngere' Reuss von Plauen, Herr zu Greiz; * ок. 1356; † 16 юни 1426 при Аусиг/Усти над Лабем в Северна Бохемия) от род Ройс е господар на Грайц от 1368 г. до смъртта си и през 1415 г. командир на Бернау.
Той е вторият син на Хайнрих III Ройс фон Плауен 'Стари', фогт на Плауен († 1368) и втората му съпруга Агнес фон Лайзниг († 1359), дъщеря на Ото I фон Лайзниг, бургграф на Роксбург и Пениг († 1363) и бургграфиня Елизабет фон Алтенбург († 1363/1364). Внук е на Хайнрих II фон Ройс-Плауен († 1350) и Саломея фон Силезия-Глогау († 1359). Брат е на Хайнрих VI Ройс фон Плауен († 1449), господар на Грайц (1368 – 1398), женен 1375 г. за Гауденция фон Лобдебург-Елстерберг († 1395).
Хайнрих VII Ройс фон Плауен е убит на ок. 70 години на 16 юни 1426 г. в битката при Аусиг.

## Фамилия
Хайнрих VII Ройс фон Плауен Млади се жени ок. 1398 г. за Мехтилд фон Шьонбург-Кримитцшау († сл. 1398), дъщеря на Херман VI фон Шьонбург-Кримитцшау († 1382) и бургграфиня Бригита (Юта) фон Лайзниг. Те имат децата:
- Хайнрих IX фон Ройс-Грайц 'Стари' (* ок. 1410; † пр. 28 февруари 1476), господар на Грайц (1436 – 76), женен 1443 г. за Магдалена фон Шварценберг († сл. 14 ноември 1485)
- ? дъщеря, омъжена за фон Ерлихсхаузен

Хайнрих VII Ройс фон Плауен Млади се жени втори път пр. 3 юни 1414 г. за Ирмгард фон Кирхберг († 31 май 1462), дъщеря на бургграф Албрехт III фон Кирхберг († сл. 1427) и Маргарета фон Кранихфелд († сл. 1426). Те имат два сина и три дъщери:
- Урсула Ройс фон Плауен, омъжена за Хаймеран II Нотхафт фон Вернберг († сл. 1449/1454), син на рицар Хайнрих Нотхафт фон Вернберг († 1440) и Агнес фон Гумпенберг († 1421)
- Агнес Ройс фон Плауен, омъжена за Рудолф Шенк фон Таутенбург († декември 1425), син на Рудолф Шенк фон Таутенбург-Нидертребра († 1430) и Агнес фон Котвиц
- Лукардис Ройс фон Плауен, омъжена за граф Фридрих VI фон Орламюнде († сл. 2 октомври 1486), син на граф Вилхелм I фон Орламюнде, господар на Лауенщайн и Шаунфорст († 1450 – 1460) и Катарина фон Бланкенхайн
- Хайнрих X/XI, фогт фон Ройс-Плауен, господар на Фордершлос и Грайц († 17 март 1462 в Ерфурт), неженен
- Хайнрих Ройс фон Плауен († 2 януари 1470 в Морунген), Велик магистър на рицарския Тевтонски орден (1467 – 1470)